# Duncan Henderson
Duncan Henderson foi um produtor de cinema estadunidense. Foi indicado ao Oscar de melhor filme na edição de 2004 pela realização da obra Master and Commander: The Far Side of the World.

## Filmografia
- American Gigolo (1980)
- True Confessions (1981)
- St. Helens (1981)
- Halloween II (1981)
- My Favourite Year (1982)
- Staying Alive (1983)
- The Star Chamber (1984)
- Racing with the Moon (1984)
- Rhinestone (1984)
- The Man with One Red Shoe (1985)
- Rocky IV (1985)
- Quicksilver (1986)
- Cobra (1986)
- Big Trouble (1986)
- No Man's Land (1987)
- Earth Girls Are Easy (1988)
- Three Fugitives (1989)
- Dead Poets Society (1989)
- Taking Care of Business (1990)
- Green Card (1990)
- Home Alone 2: Lost in New York (1992)
- The Program (1993)
- Outbreak (1995)
- Deep Blue Sea (1999)
- The Perfect Storm (2000)
- Harry Potter and the Philosopher's Stone (2001)
- Master and Commander: The Far Side of the World (2003)
- Poseidon (2006)
- G-Force (2009)
- The Way Back (2010)
- Oblivion (2013)
- Ben-Hur (2016)
- Maleficent: Mistress of Evil (2019)
- Space Jam: A New Legacy (2021)
- Transformers: Rise of the Beasts (2023)